# Ліпінкі (Воломінський повіт)
Ліпінкі (пол. Lipinki) — село в Польщі, у гміні Воломін Воломінського повіту Мазовецького воєводства.
Населення — 1243 особи (2011).
У 1975-1998 роках село належало до Варшавського воєводства.

## Демографія
Демографічна структура станом на 31 березня 2011 року:
|          | Загалом | Допрацездатний вік | Працездатний вік | Постпрацездатний вік |
| -------- | ------- | ------------------ | ---------------- | -------------------- |
| Чоловіки | 597     | 140                | 418              | 39                   |
| Жінки    | 646     | 145                | 403              | 98                   |
| Разом    | 1243    | 285                | 821              | 137                  |